# István Bognár
István Bognár (Liegi, 5 maggio 1991) è un calciatore ungherese, centrocampista dell'MTK Budapest.

## Biografia
È il figlio dell'allenatore ed ex calciatore György Bognár.

## Palmarès

### Club

#### Competizioni nazionali
- Coppa d'Ungheria: 1

Ferencváros: 2016-2017